# Paravulsor
Paravulsor impudicus es una especie de arañas araneomorfas de la familia Ctenidae. Es la única especie del género monotípico Paravulsor.  Es nativa de Brasil.